# Гай Петелий Либон Визол (консул 346 года до н. э.)
Гай Пете́лий Либо́н Визо́л (лат. Gaius Poetelius Libo Visolus; умер после 313 года до н. э.) — древнеримский военный и политический деятель из знатного плебейского рода Петелиев, народный трибун в 358 году до н. э. и двукратный консул (в 346 и 326 годах). Будучи вторично облечён консульскими полномочиями, утвердил закон, освобождавший дебиторов от долговой кабалы и запретивший обращать их в рабство.

## Биография
Гай Петелий принадлежал к знатному плебейскому роду Петелиев; его отцом, по всей видимости, являлся консул 360 года до н. э., носивший такое же имя.
В 358 году до н. э. Гай Петелий был избран народным трибуном. В этой должности он внёс на рассмотрение сената закон (лат. Lex Poetelia), главной целью которого было обуздать подкуп избирателей «новыми людьми», домогавшихся должностей.
В 346 и 326 годах до н. э. Гай Петелий дважды избирался консулом Республики. Во время второго консульства он провёл ещё один закон (лат. Lex Poetelia Papiria), который гласил, что должник отвечает по своим долгам исключительно собственным имуществом. Таким образом, должники были освобождены от кабалы и впредь запрещалось отдавать их в рабство. Однако, законом оговаривалось, что рабству можно было подвергнуть тех должников, кто получил наказание за причинённый ущерб.
В 313 году до н. э. Гай Петелий был назначен диктатором. Отправившись в Самний вместе с начальником конницы Марком Фослием Флакцинатором, Петелий принял войска у консулов предыдущего года, осаждавших Бовиан. Оставив Бовиан, диктатор устремился к Фрегеллам, захваченным самнитами. Однако, эту крепость он взял без боя, так как самниты ночью бежали. Оставив в городе гарнизон, Петелий отправились в Кампанию, где взял Нолу. Однако, по другой версии, которую приводит Ливий, честь взятия Нолы принадлежит консулу Гаю Юнию Бубульку Бруту, а Гай Петелий был назначен диктатором для забивания гвоздя.